# ОШ „Бранко Радичевић” Батајница
Основна школа „Бранко Радичевић“ једна је од три школе у Батајници. Налази се у улици Браће Михајловић Трипић 2.

## Историјат школе
Школске 2005/06. године су обележили педесет година постојања. Наимe, у регистар установа су уведени школске 1955/56. године.
Зграда школе се налазила у Железничкој колонији у Батајници а данас је то један од објеката предузећа „Мостоградња“.
Под данашњи кров су се уселили 1982. године када је довршена прва фаза изградње. Друга фаза је најзад започета током школске 2008/09. године и дограђени су: фискултурна сала, нови објекат са десет учионица, библиотеком, медијатеком и осталим пратећим садржајима једне савремене школе.
Од школске 2020/21. године постоји и издвојено одељење у насељу Бусије.

## Школски објекти и двориште
Школа има два велика дворишта. Школа такође поседује велику библиотеку са великим избором књига. Школа има две сале за физичко, трпезарију, продужени боравак, предшколско и паметне табле.

## Језици који се уче у школи
У школи се учи енглески и руски језик. Енглески језик се учи од 1. до 8. разреда, а руски језик од 5. до 8. разреда.

## Познате личности које су похађали ову школу
- Снежана Богдановић (1960), српска глумица
- Милица Недић (1970), српска ТВ водитељка и главни уредник “Дневник 2” на РТС-у
- Марко Чубрило (1978), српски кардиохирург
- Катарина Радивојевић (1979), српска глумица
- Газда Паја  (1987), српски репер
- Миралем Сулејмани (1988), српски фудбалер
- Нина Нешковић (1992), српска глумица
- Милорад Драгић (1993), српски молекуларни неуробиолог
- Милан Катић (1993), српски одбојкаш
- Страхиња Ераковић (2001), српски фудбалер